# Большой Кувай
Большой Кувай — село в Сурском районе Ульяновской области, входит в состав Астрадамовского сельского поселения.

## География
Находится на расстоянии примерно 27 километров по прямой на северо-восток от районного центра поселка Сурское, на речке Кувайка.

## Название
Название «Кувай», вероятно, восходит к мордовскому «кувика ляй» — "долгий, длинный овраг с источником".

## История
С 1780 года село Старой Кувай, при речке Кувае, ясашных крестьян, не знающих своих помещиков крестьян, экономических крестьян, в Котяковском уезде Симбирского наместничества.
С 1796 года — в Алатырском уезде Симбирской губернии.
В 1805 году прихожанами был построен каменный храм. Престолов в нём три: главный (холодный) — в честь Казанской иконы Божией Матери и в приделах (теплый): в южном — во имя св. великомученика Димитрия Солунского и в северном — в честь Тихвинской иконы Божией Матери. В 4-х км от села есть часовня, построенная в 1781 году, по преданию, на месте явления Тихвинской иконы Божией Матери.
В 1859 году село Кувай, по проселочному тракту из сл. Барышской в г. Буинск, во 2-м стане  в Алатырском уезде Симбирской губернии.
Церк.- приход. попечительство существует с 1894 года. Школ две: одна в селе Кувае, другая в деревне Малом Кувае, обе — земские. При церкви открыта в 1891 г. приходская библиотека.
В 1913 году в селе было дворов 732, жителей 3945 и каменная Казанская церковь (утрачена).
В 1990-е годы работало ТОО «Кувайское». Село было известно деревянной резьбой на домах и изделиями из мореного дуба.

## Население
Население составляло: в 1859 г. — 253 двора, 952 муж. и 1066 жен.; 796 человек — в 2002 году (русские 87%), 681 — по переписи 2010 года.

## Известные жители
- Хазова В. П. — Героя Советского Союза, учился в местной школе.
- Гермоген (Кузьмин)  — архимандрит Русской православной церкви, проживал у матери с 1934 по 1936 г.[7]

## Достопримечательности
- Бюст Хазова В. П. — Героя Советского Союза (1993 г.).
- Памятник погибшим воинам (1973 г.)[8]